# Laura Shavin
Laura Shavin (Islington, Londen, 23 december 1965) is een Engels actrice die in 1990 debuteerde in een aflevering van Keeping Up Appearances (Schone Schijn). Ze speelde Stephanie, de dochter van Onslow en Daisy. 
Pas in 2000 verscheen ze weer ten tonele, in de televisiefilm The Way It Is. Ook heeft ze voice-over werk gedaan en speelde ze gastrollen in Mr Charity en, meest recent, Absolute Power (2005).

## Filmografie
- Absolute Power televisieserie - Billie Piper (Afl., The Trial, 2005)
- Mr. Charity televisieserie - Distressed Daughter (Afl., Nice to Feed You, 2001)
- The Weakest Link (Videogame, 2001) - Tegenstanders (Voice-over)
- The Way It Is (televisiefilm, 2000) - Verschillende rollen
- Keeping Up Appearances televisieserie - Stephanie (Afl., The Christening, 1990)